# Мартиросян, Армен (легкоатлет)
Армен Мартиросян (арм. Արմեն Մարտիրոսյան; род. 6 августа 1969, Ленинакан) — армянский легкоатлет, специалист по тройным прыжкам. Выступал за сборную Армении по лёгкой атлетике в 1993—2004 годах, обладатель бронзовый медали чемпионата Европы в помещении, серебряный призёр Универсиады, победитель и призёр первенств национального значения, действующий рекордсмен страны по тройному прыжку на открытом стадионе и в помещении, участник трёх летних Олимпийских игр.

## Биография
Армен Мартиросян родился 6 августа 1969 года в городе Ленинакане Армянской ССР.
Впервые заявил о себе в лёгкой атлетике на международном уровне в сезоне 1993 года, когда вошёл в основной состав армянской национальной сборной и выступил в тройном прыжке на чемпионате мира в Штутгарте.
В 1994 году стартовал в прыжках в длину на чемпионате Европы в помещении в Париже.
В 1995 году в тройном прыжке занял девятое место на чемпионате мира в помещении в Барселоне, стал серебряным призёром на Универсиаде в Фукуоке, отметился выступлением на чемпионате мира в Гётеборге.
В 1996 году одержал победу на зимнем чемпионате России в Москве, взял бронзу на чемпионате Европы в помещении в Стокгольме. Благодаря череде удачных выступлений удостоился права защищать честь страны на летних Олимпийских играх в Атланте — в финале программы тройного прыжка показал результат 16,97 метра, расположившись в итоговом протоколе соревнований на пятой строке.
В 1997 году был восьмым на Универсиаде в Катании и двенадцатым на чемпионате мира в Афинах.
В 1998 году на соревнованиях в Гюмри установил поныне действующий национальный рекорд Армении в тройном прыжке на открытом стадионе — 17,41 метра. Также в этом сезоне выступил на чемпионате Европы в Будапеште.
В 1999 году в Ереване установил ныне действующий национальный рекорд Армении по тройному прыжку в закрытых помещениях — 17,21 метра. Показал шестой результат на чемпионате мира в помещении в Маэбаси, принял участие в чемпионате мира в Севилье.
В 2000 году стартовал на чемпионате Европы в помещении в Генте и на Олимпийских играх в Сиднее, где на сей раз с результатом 14,95 метра выйти в финал не смог.
В 2004 году участвовал в Олимпийских играх в Афинах — прыгнул на 15,05 метра и так же в финал не вышел.
После завершения спортивной карьеры некоторое время работал тренером по лёгкой атлетике, позже занимал должность заместителя директора по воспитательной части в школе при российской военной базе в Гюмри.